# Джулі Беррі
Джулі Беррі (нар. 3 вересня 1974) — американська письменниця для дітей і юнацтва, лауреатка кількох національних книжкових премій.

## Життєпис
Джулі Ґарднер Беррі виросла на фермі в сільській місцевості Медіна, штат Нью-Йорк, як молодша з семи дітей у родині мормонів. 1995 року вона здобула ступінь бакалавра комунікацій у Політехнічному інституті Ренсселера у Трої, штат Нью-Йорк, а згодом, 2008 року, здобула ступінь магістра у Вермонтському коледжі образотворчих мистецтв. Беррі зустріла свого чоловіка, актора Філа Беррі в Політехнічному інституті Ренсселера. Вони одружилися 1995 року. У них разом четверо синів. Сім'я багато років жила в Мейнарді, штат Массачусетс, на захід від Бостона, перш ніж переїхати в Темпл-Сіті, Каліфорнія. У перші роки письменницької кар’єри Беррі також працювала директоркою з маркетингу в сімейному бізнесі, компанії зі збору програмного забезпечення для даних. Живучи в Мейнарді, Беррі була колумністкою MetroWest Daily News.
2021 року Джулі та її родина повернулися до Медіни, Нью-Йорк. Вона придбала незалежний книжковий магазин «The Book Shoppe», який відремонтувала та перейменувала на «Autor's Note».

## Нагороди та відзнаки
Сім книжок Беррі є у вибірках Юнацької бібліотечної гільдії: «Уся правда в мені» (2014), «Пристрасті Долси» (2017), «Страус імператора» (2017), «Лагідна війна» (2019), і «Бажання та Веллінгтони» (2020).
Роман «Уся правда в мені» було названо однією з найкращих книг року за версією The Horn Book, Kirkus Reviews і School Library Journal.
«Скандальне сестринство з Приквіллов-роуд» було названо однією з найкращих дитячих книжок 2014 року Wall Street Journal.
«Пристрасті Долси» було названо знаковим виданням за версією The New York Times.
Роман «Лагідна війна» був бестселером New York Times і його було названо однією з найкращих книг 2019 року за версією The Bulletin of the Center for Children's Books, The Horn Book, Kirkus Reviews, Publishers Weekly, School Library Journal, і Wall Street Journal. Його також було внесено до списку знаковою підлітковою книжкою New York Times 2016 року.
| Year | Title                                    | Award                                                                      | Result          | Ref.          |
| ---- | ---------------------------------------- | -------------------------------------------------------------------------- | --------------- | ------------- |
| 2014 | Уся правда в мені                        | Американська бібліотечна асоціація Найкраща художня книжка для підлітків   | Найкращі 10     | [ 21 ] [ 22 ] |
| 2014 | Уся правда в мені                        | Медаль Карнегі                                                             | Короткий список | [ 23 ]        |
| 2014 | Уся правда в мені                        | Премія Едгара Алана По за найкращу підліткову книжку                       | Фіналіст        | [ 24 ]        |
| 2014 | Уся правда в мені                        | Inky Award for Silver Inky                                                 | Переможець      | [ 25 ]        |
| 2014 | Скандальне сестринство з Приквіллов-роуд | Whitney Award for Best Youth Fiction                                       | Переможець      | [ 26 ] [ 27 ] |
| 2015 | Скандальне сестринство з Приквіллов-роуд | Американська бібліотечна асоціація Дивовижні ауділкниги для підлітків      | Збірка          | [ 28 ]        |
| 2015 | Скандальне сестринство з Приквіллов-роуд | Odyssey Award                                                              | Відзнака        | [ 29 ]        |
| 2017 | Пристрасті Долси                         | Американська бібліотечна асоціація Найкраща художня книжка для підліків    | Найкращі 10     | [ 30 ] [ 31 ] |
| 2017 | Пристрасті Долси                         | Вибір редакторів Booklist: Книги для молоді                                | Збірка          | [ 32 ]        |
| 2017 | Пристрасті Долси                         | Los Angeles Times Книжкова премія за підліткову літературу                 | Відзнака        | [ 33 ]        |
| 2017 | Пристрасті Долси                         | Michael L. Printz Award                                                    | Відзнака        | [ 34 ] [ 35 ] |
| 2019 | Лагідна війна                            | Вибір редакторів Booklist: Підліткова аудіокнижка                          | Selection       | [ 36 ]        |
| 2019 | Лагідна війна                            | Премія Goodreads Choice Award у категорії підліткової художньої літератури | Номінація       | [ 37 ]        |
| 2019 | Лагідна війна                            | Видатні книги для майбутніх студентів                                      | Збірка          | [ 38 ]        |
| 2019 | Лагідна війна                            | Whitney Award                                                              | Переможець      | [ 39 ]        |
| 2020 | Лагідна війна                            | Amelia Elizabeth Walden Award                                              | Переможець      | [ 40 ]        |
| 2020 | Лагідна війна                            | Американська бібліотечна асоціація Дивовижні ауділкниги для підлітків      | Збірка          | [ 41 ]        |
| 2020 | Лагідна війна                            | Американська бібліотечна асоціація Найкраща художня книжка для підліківs   | Найкращі 10     | [ 42 ] [ 43 ] |
| 2020 | Лагідна війна                            | Audie Award for Young Adult                                                | Фіналіст        | [ 44 ]        |
| 2020 | Лагідна війна                            | Golden Kite Award for Young Adult Fiction                                  | Переможець      | [ 45 ] [ 46 ] |
| 2020 | Лагідна війна                            | Вибір підлітків за версією Асоціації бібліотечних послуг для молоді        | Найкращі 10     | [ 47 ] [ 48 ] |

## Книги
- Чари амаранту /The Amaranth Enchantment (2009)
- Вживаний шарм /Secondhand Charm (2010)
- Splurch Academy for Disruptive Boys: The Rat Brain Fiasco (2010) із Саллі Гарднер
- Splurch Academy for Disruptive Boys: Curse of the Bizarro Beetle (2010) із Саллі Гарднер
- Splurch Academy for Disruptive Boys: The Colossal Fossil Freakout (2011) із Саллі Гарднер
- Splurch Academy for Disruptive Boys: The Trouble with Squids (2011) із Саллі Гарднер
- Уся правда в мені /All the Truth That’s In Me (2013) Viking/Penguin Group,ISBN 978-0142427309 Нью-Йорк, Нью-Йорк.
- Скандальне сестринство з Приквіллов-роуд /The Scandalous Sisterhood of Prickwillow Place (2014), Roaring Brook Press, Нью-Йорк, Нью-Йорк.ISBN 978-1596439566ISBN 978-1596439566
- Пристрасті Долси /The Passion of Dolssa (2017) Penguin Books, Нью-Йорк, Нью-Йорк. ISBN 978-0451469922ISBN 978-0451469922
- Страус імператора (2017) Roaring Brook Press, Нью-Йорк, Нью-Йорк. ISBN 978-1596439580ISBN 978-1596439580
- Бажання і Веллінгтони (2018) Audible Originals, LLC, компанія AMAZON. (аудіокнига)
- Лагідна війна (2019) Viking Press, Нью-Йорк, Нью-Йорк.ISBN 978-0451469939ISBN 978-0451469939
- Злочин і дорожні саквояжі /Crime and Carpetbags (2021) Sourcebooks Young Readers. ISBN 978-1728231495
- Я зараз не в гуморі /Cranky Right Now (2021) Sounds True. ISBN 978-1683646648

## Зовнішні посилання
- Офіційний сайт
- Julie Berry на сайті Бібліотеки Конгресу (записів у каталозі:  19)
- Lexi Connor at LC Authorities (no catalog records) and at WorldCat
- Джулі Беррі на сайті Internet Speculative Fiction Database (англ.)